# لرتا سانچز
لرتا سانچز (به انگلیسی: Loretta Sanchez) نمایندهٔ حوزه انتخابیه کالیفرنیا از حزب دموکرات ایالات متحده آمریکا در مجلس نمایندگان ایالات متحده آمریکا است که برای نخستین‌بار در ۱۵ ژانویه ۱۹۹۷ میلادی به‌عضویت این مجلس درآمد.